# クレヨンしんちゃん 超時空!嵐を呼ぶオラの花嫁
『クレヨンしんちゃん 超時空!嵐を呼ぶオラの花嫁』（クレヨンしんちゃん ちょうじくう あらしをよぶオラのはなよめ）は、2010年4月17日に公開された『クレヨンしんちゃん』劇場映画シリーズ18作目。

## 概要
原作者臼井儀人没後の第1作でもあり、映画のエンディングでは臼井への感謝のメッセージが掲げられている。上映時間1時間39分。
劇場版シリーズで初めて未来の世界が舞台になった作品で、しんのすけをはじめとする野原一家と風間トオルを始めとする「かすかべ防衛隊」のメンバーとメインキャラクターの未来の姿が描かれた初めての作品でもある（ただし未来のしんのすけは顔は映されていない）。しかし、しんのすけ以外でタイムスリップしたのはかすかべ防衛隊のメンバーのみであり、今回の作中のリアルタイムの時間軸においてしんのすけ以外の野原一家は事実上ストーリーに全く関与していない。なお、本シリーズにおいてかすかべ防衛隊だけが関与した初めての作品となる。1995年公開の『雲黒斎の野望』、2002年公開の『嵐を呼ぶ アッパレ!戦国大合戦』の過去にタイムスリップするのと対照的である。
公開前のテレビ放送では映画公開記念としてスピンオフの特別編が放送。2010年3月26日に『映画クレヨンしんちゃん超時空!嵐を呼ぶオラの花嫁公開記念 春我部タイムパトロール隊オラの花嫁がみたいゾ』、2010年4月16日には『映画クレヨンしんちゃん超時空!嵐を呼ぶオラの花嫁公開直前スペシャル オラ誕生の秘密だゾ』が放送されている。また、2010年4月17日に花嫁（希望）軍団がメインとなる特番『しんちゃんと結婚したい!? 婚活おんな芸人 理想の花嫁への道スペシャル』も放送。
全国325スクリーンで公開され、2010年4月17-18日初日2日間で動員23万8,831人、興収2億7,086万8,100円になり映画観客動員ランキング（興行通信社調べ）で初登場第4位となった。興収10億円を記録した前作『オタケベ!カスカベ野生王国』との興収対比は162.2%にもなる。さらに、公開第5週目には動員が100万人を突破している。
2011年4月8日に地上波でテレビ朝日系列で19:00 - 21:48に放送された『ドラえもん×クレヨンしんちゃん 超豪華!春のアニメ メガ盛りスペシャル』内の『クレヨンしんちゃん』（19:28 - 21:48）の19:48 - 21:48にて本作が放送された。19:28 - 19:48には通常の新作アニメ2本が放送された。

## ストーリー
ある日、公園にいた野原しんのすけの前に、突如タイムスリップして来た女性・タミコが現れる。タミコは自身を、未来からやって来たしんのすけの婚約者と名乗る。そして、未来のしんのすけが未来都市・ネオトキオの支配者である金有増蔵に捕えられ、彼を救うためには5歳のしんのすけの力が必要なのだと告げる。しんのすけは半信半疑ながらも、かすかべ防衛隊の面々と共にタミコに連れられて未来の春日部にタイムスリップする。
未来へ着いたしんのすけたちが目にしたのは、煌びやかな大都市・ネオトキオ、そしてそれとは対照的に荒廃した春日部の街だった。未来の世界では、地球に隕石が衝突した影響で日傘効果が起こり、一日中夜のような状況となっていた。しんのすけを捕らえているネオトキオの支配者・金有増蔵は電力供給会社の社長であり、街の電力をすべて牛耳っているのだという。
未来の年老いたひろしとみさえ、様々な職に就いた未来のかすかべ防衛隊と出会いながら、未来のしんのすけを助けるため金有の下へと向かうかすかべ防衛隊とタミコ。しかし、5歳のしんのすけが現れたことを知り金有増蔵が放った刺客「花嫁（希望）軍団」がしんのすけとタミコを狙って一行の前に立ちはだかる。花嫁（希望）軍団から逃走しつつ未来のしんのすけの下へ向かおうとするしんのすけたちだったが、その最中でタミコが金有電機のロボットに捕らえられた。
しんのすけは未来の花嫁を救うため、未来の家族やかすかべ防衛隊の力を借りて金有の下へと乗り込んでいく。

## キャラクター

### オリジナルキャラクター
金有タミコ（かねあり タミコ）
タイムマシンを使い、しんのすけの下へと現れた女性。自身を未来のしんのすけの婚約者と名乗り、金有増蔵に捕えられた未来のしんのすけを助けるため、現代のしんのすけに未来へ来るよう協力を頼む。
金有増蔵の実娘だが、父親のことは快く思っておらず反発している。
未来のしんのすけに惚れた理由は未来のしんのすけが電車で席を譲ったり、アイスクリームを奢ってくれたり、悲しんでる時に無言で側にいてくれたからだと述べている。だが、それらの行動の真意は「立っていると車外の女性が見えるから」「店員が美人だから」「ただ寝てただけ」とかすかべ防衛隊に推測され、最後にはネネに「駄目男に引っ掛かる駄目女」と切り捨てられる。タミコ本人もしんのすけは駄目な人と思っているが、一緒にいてとても楽しくなれるところが好きだという。なお、大人と子供の区別のために大人のしんのすけはさん付けだが5歳のしんのすけは「しんちゃん」と呼んでいる。
金有増蔵（かねあり ますぞう）
タミコの実父であり、未来都市・ネオトキオの支配者。金有電機の社長で街の電力を全て牛耳っている。電力以外に遊園地なども経営している。自身に逆らった未来のしんのすけを捕え、さらにタミコと5歳のしんのすけを狙う。徹底した拝金主義かつ自身に従わない部下や儲けにならない支社は即座に切り捨てる残忍非道な人物で、実娘のタミコにさえも父親としての情は皆無に等しく、自社の製品としか見ていない。
金有電機は現代にも存在しており、『アクション仮面』の番組スポンサーとなっている。かつては一企業に過ぎなかったが、太陽光を失った未来では電力を生み出す金有電機の権力は絶対的なものとなり、ネオトキオを支配するまでに至った。
物語後半でタミコを連れ戻す。未来のしんのすけの命を盾に、タミコと未来の風間を結婚させるべく式を強行させるが、5歳のしんのすけたちの乱入や未来の風間が金有に反旗を翻したことなどから目論見は失敗に終わる。その後は巨大ロボット「家電ロボX」を操りしんのすけたちと対決したが、最後は敗北する。騒乱の後、国際警察に就職していた大人ひまわりによって逮捕される。
コミカライズ版では僅かながらではあるが、タミコに対して父親としての愛情を持ち合わせている一面が描かれた。
第25作『襲来!!宇宙人シリリ』では、春日部の商店街に彼の先代が営んでいる金有電機が存在する。
花嫁（希望）軍団（はなよめかっこきぼうかっことじぐんだん）
増蔵の指令を受けた大人風間がタミコを捕らえるべく招集した刺客たち。全員未婚でアラサー女性の結婚できない女たち（ただし1名はニューハーフ）で、戦闘時にはウェディングドレスや白無垢の婚礼衣装を身に着ている。タミコ捕獲に成功すれば縁談を紹介するという条件を承諾し、タミコを捕らえるべく追跡する。しかし、結婚話になると仲間割れ状態になり、また婚活が絡んだ罠にも陥りやすい。
ラストでメンバー全員がネオトキオの女性たちと共に、世界を明るくした大人のしんのすけへと恋に落ちる。
なお、各メンバーのキャラクター名は、全て担当声優の名前から取られており、ウェディングローズニードル、キャンドルサービスファイヤー、など結婚式関連の技を使用する。
涼子
オレンジ色の髪でポニーテールの女性。リーダー格で最年長（30歳）。
椿曰く「条件最悪」であるようだが事情は不明。
朱未
金髪でツインテールの女性。一番小柄で童顔なロリータ系。
両手を横に広げて走る所謂「アラレちゃん走り」が特徴。
最後にしんのすけを見つけた際には「しんのすけ様」と呼んでいる。
春菜
茶髪でおかっぱの女性。やや小柄でぽっちゃり系。ドレスの大きな2つの花も特徴的。
しんのすけたちを追いかけた際にはあさこと共に攻撃している。
黒沢
青髪の女性。一番長身で筋肉質な体つきのアスリート系。
しんのすけたちを追いかけた際には愛と共に攻撃している。
愛
紫色のミディアムボブヘアの女性。青い花の髪飾りも特徴。
実はニューハーフで、怒ると言葉遣いが荒くなる上に完全な男の声になる。
あさこ
緑髪で短いポニテに切り揃えられた前髪の女性。メガネを着用したインテリ系で真珠のネックレスをしている。
しんのすけたちを追いかけた際には春菜と共に攻撃してくる。
椿
黒髪の女性。落ち着いた雰囲気でメンバー内で唯一和装の白無垢を着ている。
すり足で素早く走行したり、短刀で橋を切断するといった技を見せる。
なお、走る際には周りと違い手を振ることもせず素早く移動する。

### 未来のしんのすけたち
大人しんのすけ
未来のしんのすけ。暗くなったネオトキオの街に太陽の光を取り戻すべく活動している。タミコと婚約していたが、太陽光を取り戻すためアクション仮面のコスチュームに扮し、金有電機社屋にある塔のてっぺんに上ったところで金有増蔵に捕らえられてしまう。かすかべ防衛隊で唯一、将来の夢が思いつかなかったが憧れのアクション仮面になっていたので結果的に夢を叶えた。
劇中では基本的にアクション仮面のコスチュームを着たままだが、私服は赤と黄色の服を着ている。毎回何かに隠されて顔全体が見えないようになっている。太い眉毛はそのままで、髪の毛は逆立っており、高い鼻と四角い輪郭はひろしに近いものになっている。タミコ曰く、優しいけれど素直ではない性格。かすかべ防衛隊のメンバーでは唯一声変わりしている。
職業は明らかにされていないが、かつて金有増蔵にスカウトされており優秀な人材である模様。しかし、増蔵の方針と合わないため断っており、そのことで逆恨みされている。
自身のおバカパワー（大人ボーちゃん曰く、「おバカ」は「Oh Bikkuri Aggressive Kanarisugoi Amazing」の略）を使って太陽の光を取り戻し世界を明るくしようと活動していたが、幼少期ほどのおバカさがなくなり、もっともおバカだった5歳の自分を必要とした。一方でその目的は「世界を暖かくして水着のおねいさんを見るため」という利己的かつ単純なもので、性格は現代のしんのすけとほぼ変わっていないが、物事に動じない性格はさらに磨きがかかり、他人に媚びないマイペースな面も健在。また幼少期の想い人であったななことはどうなったかは特に語られていない。
顔が直接描かれなかったのは生前の臼井の要望によるものである。
大人風間
未来の風間トオル。現代の風間が述べていた理想と離れてはいるものの、一応の夢は叶えており、金有電気のエリート社員になっている。
増蔵の命令でタミコと結婚することになったが、結婚式の時に増蔵へ口答えしたことで解雇され、最終的には残忍な増蔵を見限り、親友のしんのすけたちに協力する。性格は現代の風間同様にキザで気取り屋でありながら、目上の者に頭が上がらずゴマをするなど少々卑屈な性格になっていたが、しんのすけ側についてからは元来の素直さが戻り、太陽が戻った際、かつての仲間たちや過去の自分たちと共に喜び合った。
大人ネネ
未来の桜田ネネ。普段の一人称は「あっし」。園児が少なくなったふたば幼稚園の先生をしている。口調や態度はぞんざいで、庭の掃除をしながら私用の電話をしたり、語尾に「―し」と付ける癖がある。ただし、未来の佐藤マサオと共にしんのすけたちのもとへ駆けつけた際は、少女時代のような口調に戻っており、5歳のネネに「現実はリアルおままごとよりずっと悲惨であることを覚えておくように」と諭した。
ネネの母・桜田もえ子そっくりの容姿をしており、実際にもえ子のデザインを流用している。性格は現代のネネと違い現実の厳しさを知ったためか荒んでいるが、その分冷静かつ現実的な思考を見せるようにもなっている。なお、ふたば幼稚園の先生達が現在どうなったかは不明である。
大人マサオ
未来の佐藤マサオ。小太りで髪を伸ばしているのが特徴である。少年時代と異なり言葉遣いは悪い。
コンビニのアルバイト店員をしているが、特に店に客は来ないので、雑誌を読みながらつまらない漫画にケチを付けたりしている。『仮面マッサオW』というマンガを連載したが3週間で打ち切りになった。性格は幼少期の頃とは別人のようでネネ以上に荒んでおり、自分の漫画が売れないことを棚に上げて他の漫画や編集部を貶すなどかなり卑屈な言動を取っていた。しかし根の善良さは失っておらず、終盤でしんのすけたちのもとへ駆けつけた際は、幼少期のような口調と性格に戻っている。
大人ボーちゃん
未来のボーちゃん。髪が長く眼鏡を掛けており、鼻水が無くなったのが特徴である。
かすかべ防衛隊の中で唯一本当の意味で夢を叶え発明家となっており、「鉄人ボーちゃん28号」など戦闘ロボットも開発している。少年時代よりも表情が豊かになっているが、「ボー」と口にする癖とおおらかな性格は変わらない。
未来のひろし、未来のみさえ
未来の野原ひろしと野原みさえは未来でも自宅で変わらず生活している。ひろしが勤めていた双葉商事は金有電気によって倒産へと追い込まれた。
ひろしは頭部がかなり薄くなって禿になっており、みさえはメタボ体型となり激太りしているが、性格は特に変わっておらず過去から来たしんのすけたちを助ける。
また見栄っ張りな性格も2人とも変わらず、ひろしはカツラ、みさえはスリムなボディースーツを所有しており、「身に着けることで若さと自信を取り戻すことができる」とうそぶいた。ひろしの強烈な靴下の臭いは20年経っても変わっておらず、みさえは「この臭いに耐えられない者は結婚する資格はない」と言い放った。また、大人のしんのすけが死んだと思った時はみさえはショックで気を失い、ひろしは瓦礫が落ちそうになった時、みさえを庇い、さらに自分の娘も平然と殺そうとする金有増蔵に対し、「自分の子供にくたばれって言う親がどこにいる！親は子供に生き抜けって言うもんだろがぁ」と怒りを露わにするなど家族想いなところも健在し、ボーちゃん28号を操り、金有増蔵を倒し、しんのすけ達を救出する大活躍を見せた。
大人ひまわり
未来の野原ひまわり。両親であるひろしとみさえとは生活しておらず、連絡もあまり寄こしていなかったがしんのすけたちのピンチに駆けつける。
立派に成長して公務員（国際刑事）になっているが、野原家特有の不気味な笑い方と前髪のカールと天然パーマは健在で、ロングヘアに変わり八重歯が生えている。両輪駆動のバイクに乗っており、走行中は猫の顔をしたヘルメットを被っている。両親のことは「パパ」「ママ」と呼ぶ。兄であるしんのすけへの呼び名は本編では明かされなかったが『嵐を呼ぶ カスカベ映画スターズ!』では「お兄ちゃん」と呼んでいた。
なお、本作にて初めて原作以外で成長したひまわりの顔を描いており、同時にひまわりが普通に言葉を話すのも本作が初となる。
シロ太、シロ吉、シロ子、シロ美、シロ太郎、シロ次郎、シロ丸、シローネ、シローン、シロット
未来の野原家の飼い犬で、シロの子孫。いずれもシロにうりふたつで、過去から来たしんのすけのことも匂いで本人と見抜いた。みなシロの小屋に住んでいる。小屋には「シロたち」と描かれている。
未来の団羅座也
アナウンサー。髪が灰色になっている。金有タミコと風間の結婚式をリポートしていた。エンディングの群集の中にも登場している。

## 登場する地名・道具・兵器など
ネオトキオ
隕石落下後の春日部と川を隔てた先にある大都市。金有電機関連のビルが多数建っており、中心には金有電機の本社がそびえ立っている。
春日部市
隕石落下後の春日部市。華やかで豪華なネオトキオとは対照的に荒廃している。しんのすけたちが通っていたふたば幼稚園も園児数が少数になっている。

## キャスト
- しんのすけ - 矢島晶子
- みさえ - ならはしみき
- ひろし - 藤原啓治
- ひまわり - こおろぎさとみ
- シロ、風間くん - 真柴摩利
- ネネちゃん - 林玉緒
- マサオくん - 一龍斎貞友
- ボーちゃん - 佐藤智恵
- アクション仮面 - 玄田哲章
- 団羅座也 - 茶風林
- タミコ - 釘宮理恵
- 金有増蔵 - 内海賢二
- 黒沢 - 黒沢かずこ（森三中）
- 椿 - 椿鬼奴
- 春菜 - 近藤春菜（ハリセンボン）
- あさこ - いとうあさこ
- 愛 - はるな愛
- 涼子 - 白石涼子
- 朱未 - 神田朱未
- 金有電機CMナレーション - 石井康嗣、あおきさやか
- 司会 - 大西健晴
- TVナレーション - 倉田雅世
- ジャンク屋 - 楠見尚己
- 店主 - 菅原淳一
- 子供A - 笹島かほる
- 子供B - いのくちゆか
- メケメケ団員 - 小田敏充、中田隼人
- 警備員 - 東龍一
- 大人しんのすけ - 神奈延年

## スタッフ
- 原作 - 臼井儀人
- 脚本 - 横手美智子
- 作画監督 - 原勝徳、針金屋英郎
- 美術監督 - 鈴木朗、皆谷透
- イメージボード - 岸義之
- キャラクターデザイン - 原勝徳、大木銀太郎
- 色彩設計 - 野中幸子
- 撮影監督 - 梅田俊之
- ねんどアニメ - 石田卓也
- 音楽 - 多田彰文、荒川敏行
- 音響監督 - 大熊昭
- 編集 - 小島俊彦
- チーフプロデューサー - 和田泰、杉山登、松下洋子、中島一基
- 監督 - しぎのあきら

- 絵コンテ・演出 - しぎのあきら、髙橋渉
- 作画監督補佐 - 大森孝敏
- ロボットデザイン - 高倉佳彦
- 動画チェック - 小原健二
- 動画 - じゃんぐるじむ、ディオメディア、OH!プロダクション、MarBean Animation、Triple A、夢弦館、ノーサイド、ラジカルパーティー2
- 仕上 - ライトフット、トレーススタジオM、オフィス フウ、Wish
- 特殊効果 - 干場豊（アニメフィルム）
- 背景 - スタジオユニ、アトリエローク 07
- コンポジット撮影 - アニメフィルム
- 撮影協力 - ライトフット
- CGI - つつみのりゆき
- 音響制作 - AUDIO PLANNING U
- 録音スタジオ - APU MEGURO STUDIO
- ミキサー - 大城久典
- アシスタント・ミキサー - 村越直
- 音響演出助手 - 浦上靖之
- 音響制作デスク - 穂積千愛
- 音響効果 - フィズサウンドクリエイション、松田昭彦、原田敦、西村睦弘
- 音楽協力 - イマジン、斎藤裕二、マサル
- レコーディングエンジニア - 中村充時
- ドルビーフィルム・コンサルタント - 河東努、森幹生、コンチネンタルファーイースト（株）
- デジタル光学録音 - 西尾曻
- オープニングねんどクルー - 石田らどん、折無蓮、志賀剛、平山志保、松本智子、村雨色三
- 照明協力 - 宮島忠
- 編集 - 岡安プロモーション、三宅圭貴、藤本理子
- 撮影データ管理 - 柏原健二
- 現像 - 東京現像所
- HD編集 - 金高明宏、山本洋平、金沢佳明、野本健一
- フィルムレコーディング - 増田悦史
- タイミング - 井出義雄
- ラボ・コーディネート - 土志田麻美
- ラボ・マネージメント - 井上純一
- 宣伝プロデューサー - 中西藍
- 宣伝 - 上田沙織、江上智彦、川本めぐみ、槙田美香、高迫登
- タイアップ協力 - 小川邦恵、堤直之、梅村剛司
- 宣伝協力 - 箕浦克史、田中千尋
- 制作事務 - 平山友紀
- 制作進行 - 鈴木健一、中村和喜、國安真一、新井宣圭
- 制作デスク - 山崎智史、馬渕吉喜
- プロデューサー - 吉田有希、今川朋美（テレビ朝日）、鶴崎りか（ADK）、鈴木健介（双葉社）
- 制作 - シンエイ動画、テレビ朝日、ADK、双葉社

## 主題歌
- オープニングテーマ『ハピハピ』
  - 歌・作詞 -  ベッキー♪♯ / 作曲 - Splash Candy / 編曲 - 本田優一郎

第11作目と同様、アバンタイトルが無くタイトルがオープニングに統合され、前作には存在したタイトルコールも本作以降は再び廃止された。
- エンディングテーマ『オメデトウ』（ユニバーサルミュージック）
  - 作詞 - hiroko/mitsuyuki miyake/Hidemi Ino / 作曲 - mitsuyuki miyake / 歌 - mihimaru GT
- 挿入歌『アラサーソング〜早く結婚したいのよ〜』
  - 作詞 - しぎのあきら / 作曲 - 荒川敏行 / 歌 - 花嫁（希望）軍団〜黒沢かずこ、椿鬼奴、近藤春菜、いとうあさこ、はるな愛〜
- 挿入歌『夜明けのMEW』（1986年）（ビクターエンタテインメント）
  - 作詞 - 秋元康 / 作曲 - 筒美京平 / 編曲 - 武部聡志 / 歌 - 小泉今日子

## DVD・Blu-ray
- DVD - 2010年11月26日にバンダイビジュアルより発売。
- Blu-ray - 2023年12月22日にバンダイビジュアルより発売。

## テレビ放送
- 2011年4月8日にテレビ朝日系列で、テレビ版に編集したものを19:49〜21:48で放送。

## その他
花嫁（希望）軍団の面々は、映画が公開された2年後に朱未、5年後に椿がめでたく花嫁になり、その関係は2023年現在も続いている。